# 阮士平
阮士平（1955年—）是一位越南裔美国籍民主活动家。他现在是越南人民行动党的主席。
阮士平出生在南越平定省怀仁县，1974年7月全家搬到西贡。1975年西贡沦陷以后全家逃到美国。后来他在马里兰大学学院市分校学习，1981年毕业，获得核工程学位，在比奇特尔公司工作。1988年搬到乔治亚州的亚特兰大，从事房地产事业。
1991年1月18日，他和其他志同道合者组建越南人民行动党，谋求将越南变成民主国家。4月25日，他和16位党员遭越南当局逮捕，当局指控他颠覆政权的罪名。